# Jeleniogórski Klub Literacki
Jeleniogórski Klub Literacki założony w grudniu 1945 roku przez Edwarda Kozikowskiego.  
W latach powojennych powstały na Dolnym Śląsku dwa ośrodki życia literackiego. Ośrodek wrocławski tworzyło środowisko uniwersyteckie: Anna Kowalska i Tadeusz Mikulski. Natomiast do środowiska jeleniogórskiego należeli pisarze pochodzący z kilku miejscowości Kotliny Jeleniogórskiej. 
Klub Literacki rozpoczął szeroką działalność na rzecz upowszechnienia kultury i nauki. Pisarze powołali Oddział Dolnośląski Związku Zawodowego Literatów Polskich, aby uzyskać całkowitą samodzielność. Siedziba zarządu znalazła się w Przesiece, w której mieszkał E. Kozikowski i pierwszy prezes Oddziału ZZLP Wacław Rogowski. Do kręgu pisarzy dołączyli, m.in. Jan Nepomucen Miller, Czesław Centkiewicz, Jan Sztaudynger.
Pierwsze książki napisane i wydane na Dolnym Śląsku to zbiór szkiców Topór faszyzmu nad Europą Wacława Rogowicza i tomik wierszy Strofy wrocławskie Jana Sztaudyngera.
Konflikt między środowiskiem jeleniogórskim a wrocławskim pogłębił się w 1947 roku, ponieważ pisarze wrocławscy chcieli powołać Oddział ZZLP we Wrocławiu. 14 kwietnia 1947 roku Zarząd Główny ZZLP rozwiązał Oddział ZZLP w Przesiece. Jednak liczne protesty przyczyniły się do uchylenia decyzji w październiku 1947 roku.
Następne dwa lata przyniosły owocną działalność popularyzatorską środowisku jeleniogórskiemu. Uczestniczyli oni w Zjazdach ZZLP we Wrocławiu i Szczecinie. Jednak nadeszły ciężkie czasy dla pisarzy Kotliny Jeleniogórskiej. Nie udało im się powołać wydawnictwa, a o publikacje książek w innych wydawnictwach było coraz trudniej. Pisarze mieli poważne problemy finansowe. Nie mogli znaleźć pracy, która zapewniłaby im źródło utrzymania. Dlatego też wyjeżdżali z Kotliny Jeleniogórskiej do różnych miast.
1 marca 1951 roku Oddział ZZLP w Jeleniej Górze został rozwiązany.